# Comté de York (Maine)
Pour les articles homonymes, voir Comté de York.
Le comté de York est un comté de l'État du Maine aux États-Unis. Son siège est Alfred. Selon le recensement de 2010, sa population est de 197 131 habitants, dont 6,92 % parlent le français à la maison.

## Géographie

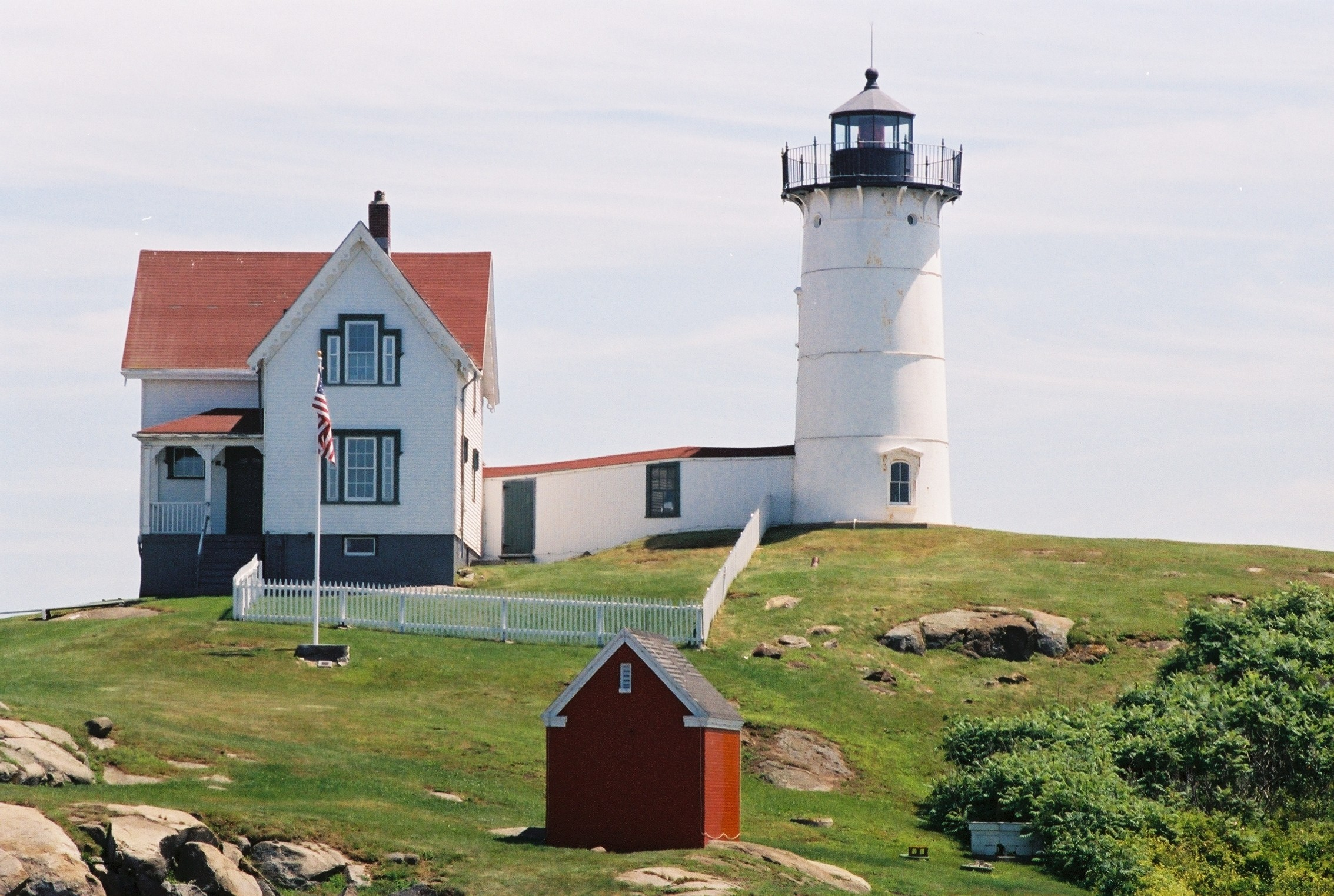
Le phare Nubble (1879) à Cape Neddick, Comté de York.

Le comté a une superficie de 3 293 km2, dont 2 566 km2 est de terre.

### Géolocalisation
| Comté de Carroll (New Hampshire)    | Comté d'Oxford | Comté de Cumberland |
| Comté de Strafford (New Hampshire)  | Comté de York  |                     |
| Comté de Rockingham (New Hampshire) |                |                     |